# Крекінг-установка в Янбу (Yansab)
Крекінг-установка в Янбу (Yansab) – нафтохімічне виробництво компанії Yanbu National Petrochemical, розташоване в районі червономорського портового міста Янбу-ель-Бахр.
Введена в експлуатацію у 2009 році установка парового крекінгу в Янбу має потужність на рівні 1,3 млн тонн етилену, 400 тисяч тонн пропілену та 138 (за іншими даними — 250) тисяч тонн бензену і толуену. Сировиною для піролізу виступає переважно пропан (45 тисяч барелів на добу), а також етан (2,27 млн м3 на добу).
Отриманий етилен спрямовують на виробництво поліетилену високої щільності (400 тисяч тонн), лінійного поліетилену низької щільності (500 тисяч тонн) та етиленгліколю (770 тисяч тонн). Пропілен спрямовують на завод поліпропілену потужністю 400 тисяч тонн.
Установка фракціонування бутиленової фракції також дозволяє виділяти 26 тисяч тонн 1-бутену (використовується як кополімер).
Проект реалізували через компанію Yanbu National Petrochemical (Yansab), в якій 51,95% капіталу володіє лідер саудівської нафтохімічної галузі SABIC. Можливо відзначити, що остання має ще одну піролізну установку в Янбу (Yanpet) і цілий ряд подібних виробництв на східному узбережжі країни в Джубайлі (майданчики APC, Sadaf, Sharq, Kemya).